# Thomas Patzer
Thomas Patzer es un deportista alemán que compitió en bobsleigh. Ganó una medalla de bronce en el Campeonato Europeo de Bobsleigh de 2000, en la prueba cuádruple.

## Palmarés internacional
| Campeonato Europeo | Campeonato Europeo         | Campeonato Europeo | Campeonato Europeo |
| Año                | Lugar                      | Medalla            | Prueba             |
| ------------------ | -------------------------- | ------------------ | ------------------ |
| 2000               | Cortina d'Ampezzo (Italia) | Medalla de bronce  | Cuádruple          |